# NGC 4668
NGC 4668 (również PGC 42999 lub UGC 7931) – galaktyka spiralna z poprzeczką (SBcd), znajdująca się w gwiazdozbiorze Panny. Odkrył ją William Herschel 11 kwietnia 1787 roku.